# Souveraineté alimentaire
La souveraineté alimentaire est un concept développé et présenté pour la première fois par Via Campesina lors du Sommet de l'alimentation de 1996 à Rome organisé par l'Organisation des Nations unies pour l'alimentation et l'agriculture.
La souveraineté alimentaire correspond à un système alimentaire dans lequel les personnes qui produisent, distribuent et consomment de la nourriture contrôlent également les mécanismes et les politiques de production et de distribution alimentaire. Cela contraste avec le régime alimentaire dominant actuellement, dans lequel les entreprises et les institutions d’un marché pour partie mondialisé contrôlent le système alimentaire mondial.
Le terme a depuis été repris et précisé par divers courants altermondialistes lors de différents Forums sociaux mondiaux, puis plus récemment par hommes et femmes politiques pour prôner une souveraineté nationale sur ce qui touche à l’alimentation.

## Définition
La souveraineté alimentaire est présentée comme un droit international qui laisse la possibilité aux populations, aux États ou aux groupes d'États de mettre en place les politiques agricoles les mieux adaptées à leurs populations sans qu'elles puissent avoir un effet négatif sur les populations d'autres pays. Elle se construit à l'origine dans l'objectif de permettre le respect de la déclaration des Nations unies sur les droits des paysans et des autres personnes travaillant dans les zones rurales. La souveraineté alimentaire est donc une rupture par rapport à l'organisation des marchés agricoles mise en œuvre par l'Organisation mondiale du commerce (OMC).
Complémentaire du concept de sécurité alimentaire, qui lui concerne la quantité d'aliments disponibles, l'accès des populations à ceux-ci, l'utilisation biologique des aliments et le problème de la prévention et gestion des crises, la souveraineté alimentaire accorde en plus une importance aux conditions sociales et environnementales de production des aliments. Elle prône un accès plus équitable à la terre pour les paysans pauvres, au moyen si nécessaire d'une réforme agraire et de mécanismes de sécurisation des droits d'usage du foncier.
Au niveau local, les défenseurs de la souveraineté alimentaire favorisent le maintien d'une agriculture de proximité destinée en priorité à alimenter les marchés régionaux et nationaux. Les cultures vivrières et l'agriculture familiale de petite échelle sont présentées par les défenseurs de la souveraineté alimentaire comme étant d'une grande efficacité économique[réf. nécessaire], sociale[réf. nécessaire] et environnementale[réf. nécessaire] comparée à l'agriculture industrielle et aux plantations de grande échelle où travaillent de nombreux salariés. La place et le rôle des femmes sont privilégiés.
Au niveau international, la souveraineté alimentaire implique une réglementation plus poussée des flux de capitaux et financiers. Ses défenseurs appellent aussi à instaurer des régimes de droits à propriété foncière qui favorisent l'accès et l'usage des sols pour l'agriculture paysanne.
La souveraineté alimentaire privilégie des techniques agricoles qui favorisent l'autonomie des paysans. Elle est donc favorable à l'agriculture biologique et à l'agriculture paysanne. Elle refuse l'utilisation d'organismes génétiquement modifiés (OGM) en agriculture.

## Commerce international
La souveraineté alimentaire est également favorable à ce que les pays en développement, qui souffrent des importations subventionnées des pays développés (surtout les États-Unis et l'Europe) puissent protéger leur marché intérieur, en dépit des accords de libre-échange de l'OMC.
Ce concept concerne en particulier la politique agricole protectionniste européenne, américaine et japonaise. La Confédération paysanne critique les subventions aux exportations des pays du Nord, qui permettent de vendre à l'extérieur à un prix inférieur aux coûts de production, empêchant la survie des paysans du « Sud ».
La souveraineté alimentaire prône un commerce international juste qui :
- autorise des soutiens publics aux paysans, à condition qu'ils ne servent pas directement ou indirectement à exporter à des prix inférieurs aux coûts de production (Dumping) ;
- garantisse un niveau de prix agricoles suffisamment rémunérateur pour que les agriculteurs pauvres puissent investir et sortir de la misère, grâce à des accords régionaux et internationaux de maîtrise de la production (cartel de producteurs comme le pratique l'OPEP) ;
- autorise les différents pays ou groupes de pays à mettre en place, si besoin, des barrières douanières appropriées afin de développer leur propre secteur agricole et augmenter ainsi leur taux d'autosuffisance alimentaire ;
- considère que la satisfaction des besoins alimentaires de l'ensemble de l'humanité est une priorité de premier ordre et une condition essentielle de la paix et la démocratie, alors que plus de 800 millions d'êtres humains souffrent quotidiennement de la faim, ce qui met en évidence la violation flagrante de la Déclaration Universelle des Droits Humains de 1948 par la plupart des États.

Ce dernier point tend à faire de la souveraineté alimentaire un mécanisme au service du droit à l'alimentation.

## Critiques
Les théoriciens libéraux soulignent que de nombreux pays sont dépendants d'exportations agricoles où ils possèdent un avantage comparatif certain. Ainsi, l'ouverture des marchés des pays industrialisés aux importations de produits agricoles peut contribuer à créer de l'activité économique dans les pays en voie de développement. Plus généralement, Jeffrey Sachs et Andrew Warner ont dégagé dans leurs travaux une corrélation entre la croissance annuelle du PIB et le degré d'ouverture de l'économie. Ce qui fait dire à Johan Norberg qu'il est « insensé de réclamer que les pays deviennent autosuffisants ».
De façon plus générale, les travaux d'Adam Smith sur l'avantage absolu dans ses Recherches sur la nature et les causes de la richesse des nations et de David Ricardo sur l'avantage comparatif dans Des principes de l'économie politique et de l'impôt soulignent qu'en empêchant la spécialisation des pays et la division internationale du travail, on réduit la production totale et donc le revenu de ces pays.
Le concept de souveraineté alimentaire fait l'objet d'une réflexion critique au sein même du mouvement altermondialiste qui reproche à ce concept d'être trop axé sur les dimensions nationale et internationale du problème et de laisser de côté la dimension locale et son articulation avec les autres niveaux. Toutefois, le concept de souveraineté alimentaire est considéré par la plupart de ses promoteurs comme prenant en compte en priorité le droit des populations locales à définir leurs politiques agricoles et alimentaires.
Les altermondialistes opposés au concept de souveraineté alimentaire regrettent également qu'il soit essentiellement défini par rapport aux problèmes des productions agricole et de l'élevage, alors que la question alimentaire touche bien d'autres domaines comme la gestion des forêts, des ressources halieutiques, de l'eau. Cette question ne concerne donc pas seulement les agriculteurs, mais l'ensemble de nos sociétés.
Enfin, les mondialistes déplorent le renforcement des nationalismes auquel peut conduire un concept qui peut mener à une politique d'autarcie et de fermeture.

## Tendance: investissements fonciers agricoles à l’étranger
Après une longue période coloniale où quelques pays du nord ont cherché à acquérir des terrains et ressources de pays du sud, de nouvelles pressions foncières émergent, y compris cette fois au sud ou dans les pays dits émergents, pour répondre à la crise qui est écologique et climatique, alimentaire et financière et parfois politique. Fait nouveau, plusieurs dizaines de pays émergents ou du sud cherchent à louer ou acheter des milliers voire millions d'hectares dans d'autres pays parfois très éloignés. Le réseau GRAIN parle de nouvelle « production alimentaire offshore », souvent au profit d'investisseurs privés étrangers et au détriment de la forêt, de l'environnement, des populations autochtones dont les petits paysans expulsés de leurs terres ou obligés de travailler pour exporter leur production. Par exemple, l'Afrique du Sud négocie la location de vastes superficies de terre au Congo,. Selon le GRAIN, la Banque mondiale et la BERD encouragent ce nouveau commerce mondial au profit d'intérêts privés.
La « colonisation des sols » (expression de la ministre sud-africaine de l'agriculture, Tina Joemat-Pettersson, pour souligner que ce phénomène est un héritage direct du colonialisme) s'est aggravé depuis la crise alimentaire mondiale de 2007-2008 mais aussi depuis la demande croissante en agro-biocarburants : entre 2000 et 2011, l'accaparement des terres concerne 203 millions d'hectares dont 134 millions en Afrique subsaharienne qui ont fait l'objet de négociations entre investisseurs privés régionaux ou nationaux et principalement les États propriétaires des terres (selon le principe de domanialité publique).

## Dévoiement du terme
La Via Campesina dénonce un détournement du concept qu'elle a forgé de la part de certains acteurs politiques qui emploient l'expression de « souveraineté alimentaire » au sens de « souveraineté nationale sur la sécurité alimentaire », alors que le concept original se réfère à la souveraineté populaire et non nationale. Ainsi, les gouvernements de Giorgia Meloni puis d'Emmanuel Macron ont intégré l'expression de « souveraineté alimentaire » dans le nom des ministères de l'agriculture français et italien.
À la suite du mouvement des agriculteurs de 2024 en France, le gouvernement annonce vouloir introduire l'objectif de souveraineté alimentaire dans la législation en réponse à la colère agricole.
Après un précédent rapport (2023) sur les pertes de terres et d'emploi agricole, un autre rapport (2025) de l'ONG Terre de Liens sur la souveraineté alimentaire, depuis les années 1960, l'exportation et l'agro-industrie sont favorisés, contre l'agriculture locale diversifiée. En 2025, les importations alimentaires ont doublé en vingt ans, ce qui éloigne encore le pays de l'autonomie alimentaire l'expose toujours plus aux incertitudes du marché international ; le modèle agro-industriel français est tel qu'alors que le pays dispose d'assez de terres agricoles pour nourrir le pays, 43 % de ces terres sont dédiés à l'exportation, ce qui, en réalité, compromet la souveraineté alimentaire du pays en réduisant ainsi la surface agricole disponible par habitant à 2 100 m2, alors qu'il en faudrait le double pour nourrir un français moyen (il en faudrait moins si un grand nombre de personnes devenaient végétariennes). Cette situation paradoxale conduit la France à importer massivement des produits alimentaires qu'elle pourrait produire localement ; ainsi « Un quart du lait français est exporté sous forme de poudre ou de produits laitiers transformés, tandis que la France importe 5 milliards de litres pour l'industrie agroalimentaire. Même paradoxe pour les céréales : avec une capacité de production équivalente à 148 % de ses besoins, la France exporte 75 % de son blé, et alors même qu'un tiers de celui transformé en France sert à l'alimentation animale ». En 20 ans, l'importation de denrées alimentaires a doublé : « un tiers des fruits et légumes (...) sont importés, tout comme 25 % de la viande porcine et de la volaille, ou encore 40 % du beurre », ce qui expose les prix et stocks aux fluctuations internationales. Un autre problème est le départ en retraite de 150 000 agriculteurs dans la décennie 2025-2035 (équivalent de 10 millions d'hectares à redistribuer, alerte Bruno Keller, président de la Fédération de la Propriété Privée Rurale : « Si rien n'est fait, c'est la porte ouverte au rachat de terres agricoles françaises par des investisseurs étrangers ou à l'abandon des terres et de l'environnement ».